# Irina Khromatjova
Irina Pavlovna Khromatjova (russisk: Ирина Павловна Хромачёва; født 12. maj 1995 i Moskva, Rusland) er en kvindelig professionel tennisspiller fra Rusland.